# Route principale 27 (Suisse)
Pour les articles homonymes, voir H27 et Route 27.
La Route principale 27 est une route principale suisse reliant Silvaplana à la commune de Tschlin (Vinadi, frontière autrichienne) en passant par Saint Moritz, Samedan et Scuol. Située dans le canton des Grisons, elle parcourt la Haute puis la Basse-Engadine.
Elle débute à Samedan à l'intersection avec la route principale 3 qui vient du col du Julier et poursuit vers le val Bregaglia. La H27 passe Saint-Moritz puis l'intersection avec la route principale 29 qui se dirige vers le col de la Bernina et le val Poschiavo. La route passe ensuite à l'est de l'aérodrome de Samedan-Engadin, puis au sud de Samedan, et continue ensuite à descendre la Haute-Engadine jusqu'à Zernez. Ici débute le tronçon en commun avec la route principale 28, qui se dirige elle vers le parc national suisse, le col de l'Ofen et le val Müstair. Après Zernez la H27 pénètre en Basse-Engadine et voit la fin du tronçon commun avec la H28 qui vient du col de la Flüela. Après avoir passé Scuol, elle atteint Martina (de) sur la commune de Tschlin. Le poste de douane qui y est situé marque le début de l'enclave douanière de Samnaun. Elle termine son parcours à la frontière autrichienne.

## Parcours
- Silvaplana  vers le Col du Julier et le Val Bregaglia
- Champfér
  -  Pont sur l'Ova da Suvretta
  -  Pont sur l'En/Inn
- Saint-Moritz-Bad
  -  Pont sur l'Inn
- Saint Moritz
  -  Pont sur l'Inn
- Crasta (Celerina/Schlarigna)
  -  Pont sur l'Inn
  -  Pont sur la Flaz
- Punt Muragl 
  -  Pont sur la Flaz
- Aérodrome de Samedan-Engadin
- Samedan
  -  Pont sur l'Inn
  -  Pont sur le Beverin
- Bever
- La Punt Chamues-ch
  -  Pont sur l'Ovo d'Alvra
- Madulain
  -  Pont sur l'Inn
- Zuoz
  -  Pont sur l'Ovo d'Arpiglia
  -  Pont sur l'Inn
- S-chanf
  -  Pont sur le Vallember
- Cinuos-chel
  -  Pont sur l'Ova da Punt Ota
- Brail
  -  Pont sur l'Inn
  -  Pont sur le Spöl
- Zernez  (début tronçon commun) vers le Parc national suisse, le Col de l'Ofen et le Val Müstair
  -  Pont sur l'Inn
- Susch  (fin tronçon commun) vers le Col de la Flüela
  -  Pont sur la Susasca
- Lavin
  -  Pont sur la Clozza
- Guarda
- Ardez vers Ftan
  -  Pont sur le Tasnan
- Scuol vers Ftan
- Sent
- Crusch
  -  Pont sur la Brancia
- Ramosch
- Vers Tschlin
- Strada
- Martina/Martinsbruck (de), douane et début de l'enclave douanière de Samnaun, pont sur l'Inn vers  (Martinsbrucker Straße (de),  Autriche)
- Vinadi/Weinberg (Tschlin)
- Pont sur le Schergenbach Frontière Suisse - Autriche
- vers  (Reschenstraße (de)) vers Pfunds (Tyrol)

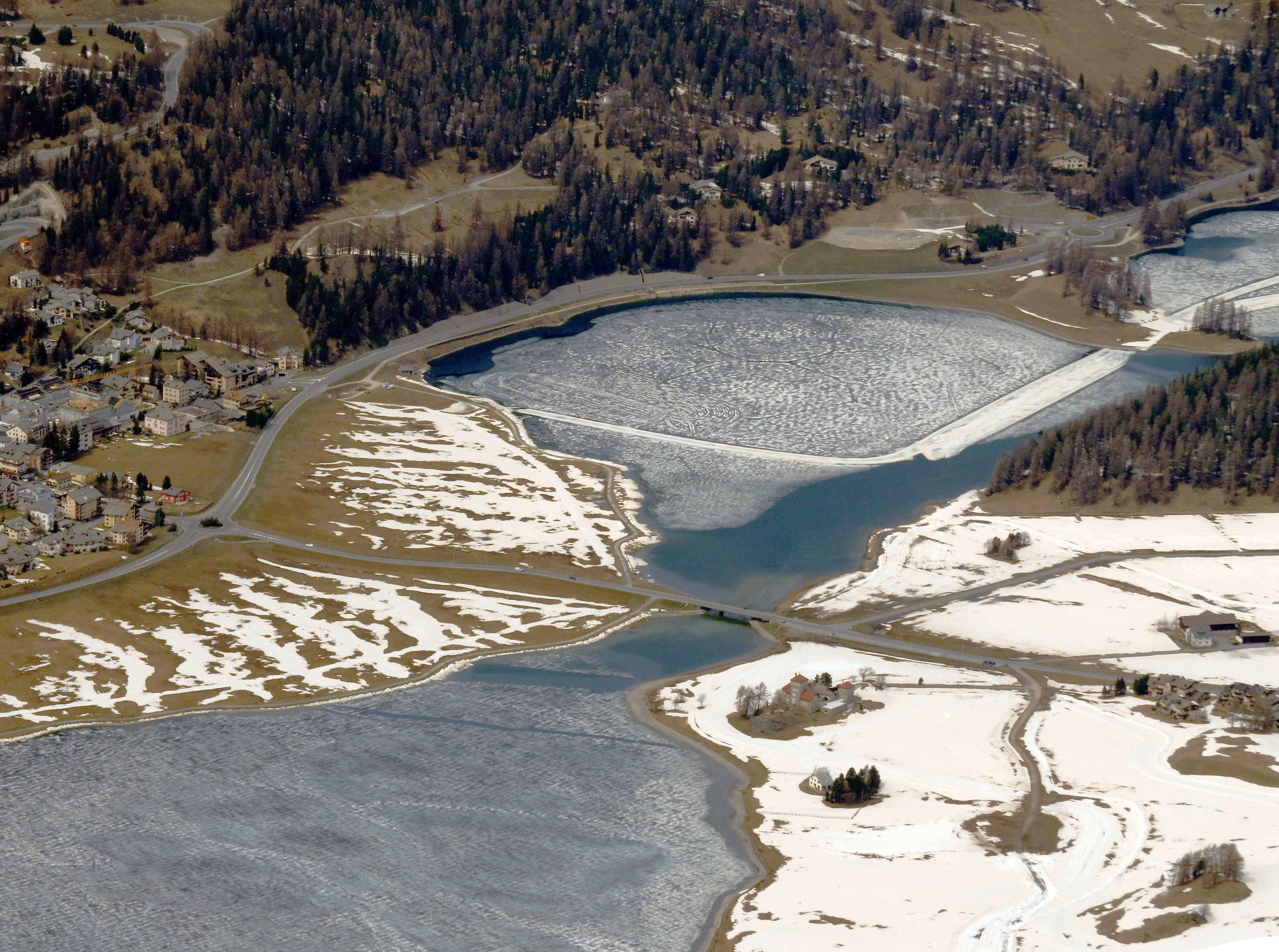
Début de la H27 à Silvaplana à l'intersection avec la H3.
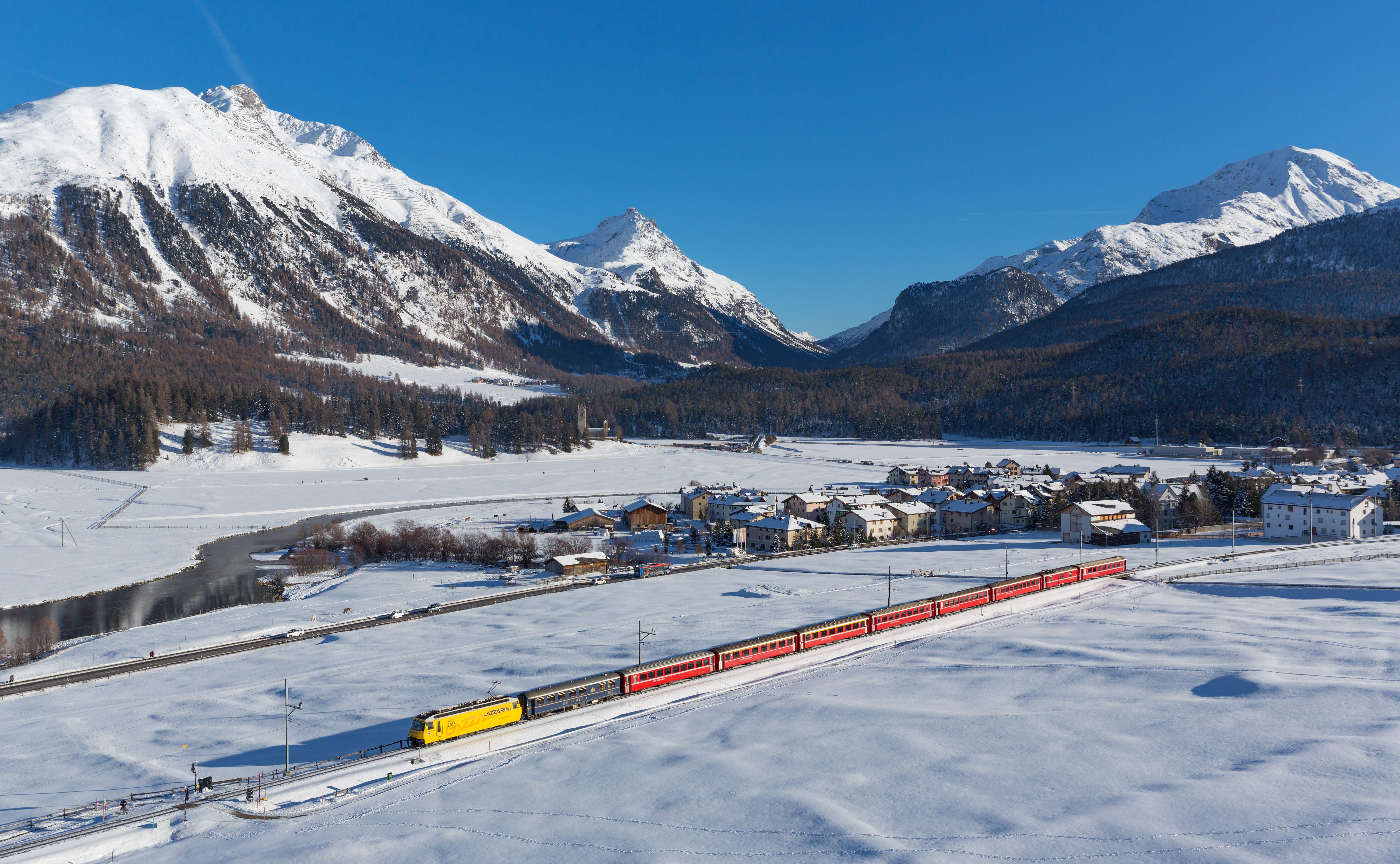
Un Regio Express (St-Moritz-Coire) des RhB sur la Ligne de l'Albula entre Celerina et Samedan avec la H27 et l'Inn.
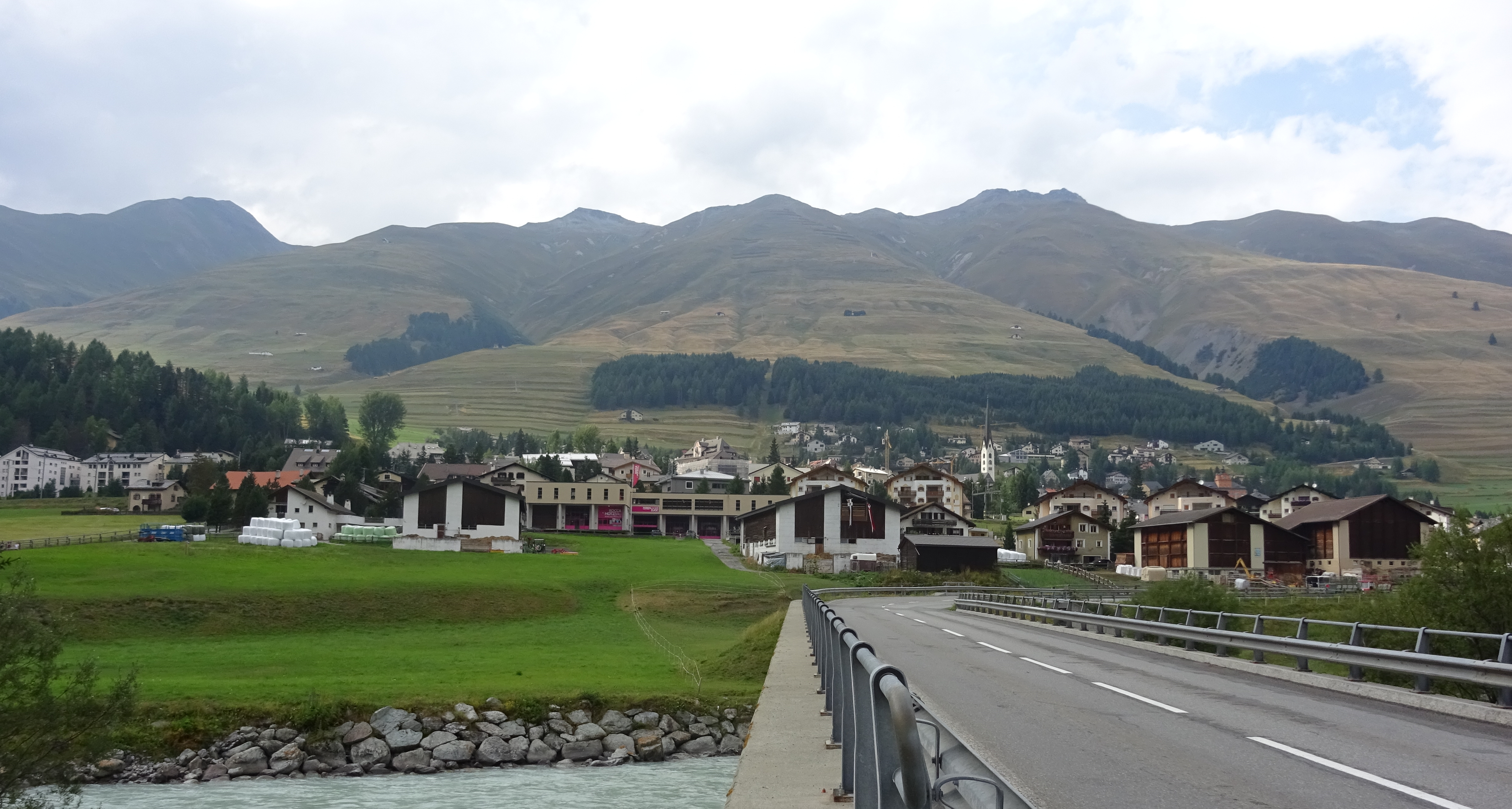
Pont sur l'Inn et Zuoz.
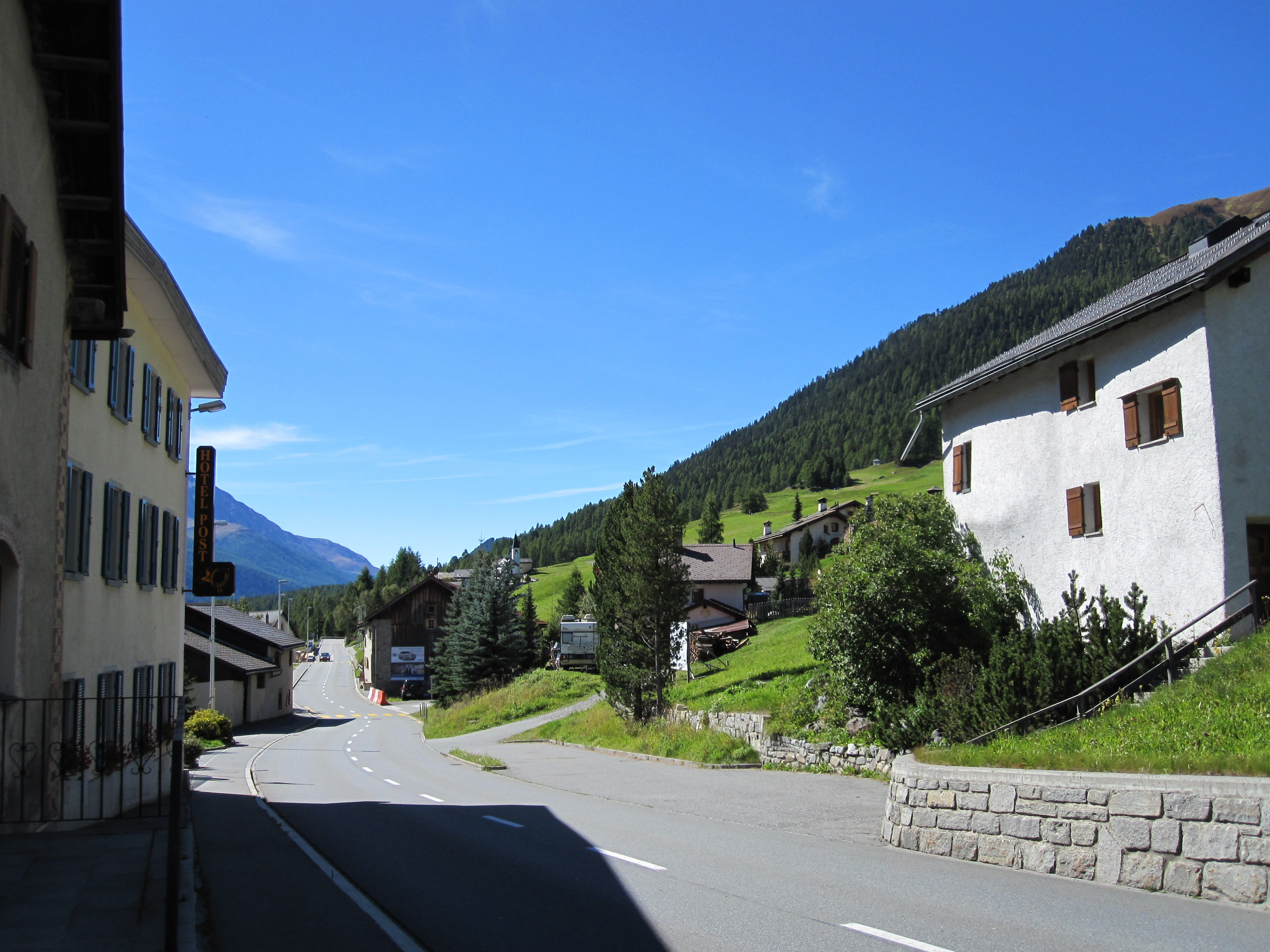
La H27 à Brail sur la commune de Zernez.
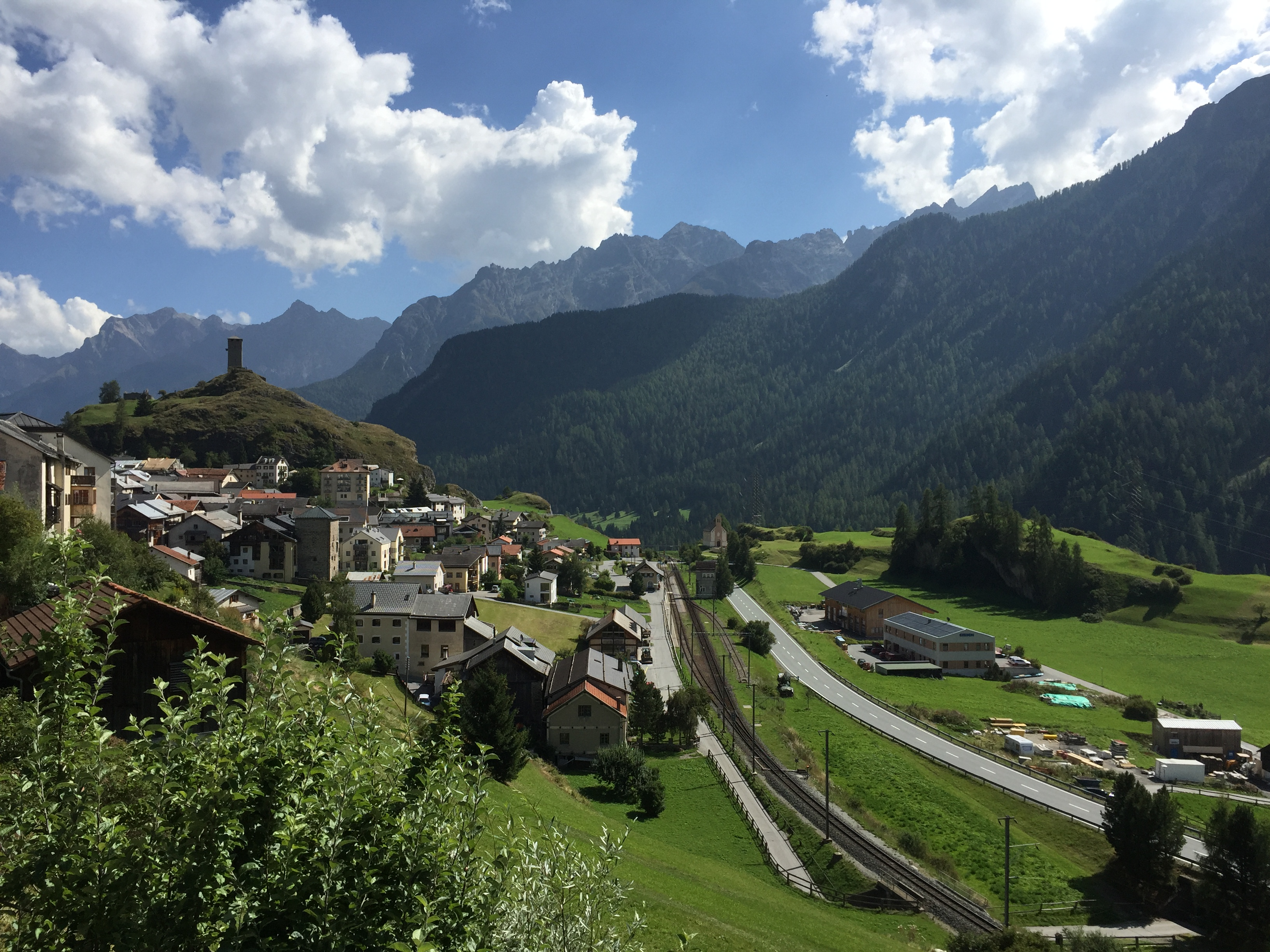
La H27 à Ardez en Basse-Engadine.
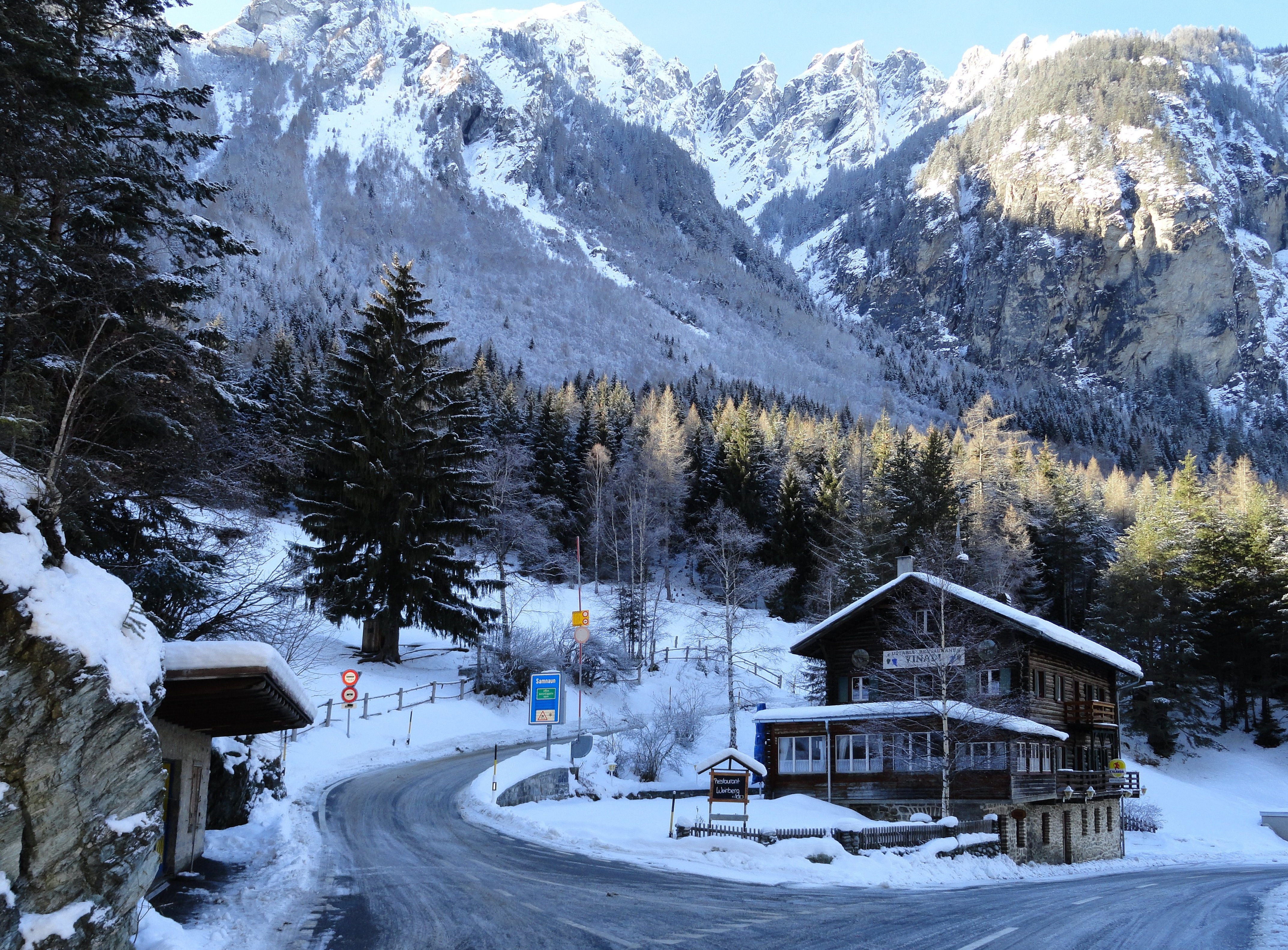
Intersection avec la route pour Samnaun à Vinadi peu avant la frontière autrichienne.